# 정강뼈
정강뼈 (tibia, shinbone, shankbone) 혹은 경골 (脛骨)은 척추 동물의 무릎 아래의 다리를 구성하는 두 뼈 중 더 크고 강한 쪽이다. 기능은 무릎과 발목을 잇는 것이다. tibia란 이름은 고대 그리스 때의 악기 아울로스의 다른 이름이기도 하다. 정강뼈는 몸에서 가장 무거운 체중을 받치고 있는 뼈이다.

## 사람에서
정강뼈 옆에는 종아리뼈 (fibula)가 있다. 인체 내에서는 넙다리뼈 (femur) 다음으로 가장 큰 뼈이다. 정강뼈는 위로는 넙다리뼈와 관절하며, 아래로는 목말뼈 (talus)와 관절한다.

### 성별에 따른 차이
남자의 정강뼈는 수직이며, 반대쪽 다리의 뼈와 평행이다. 여성에서는 아래 외측으로 약간 대각선 방향으로 뻗어있으며, 이는 큰 골반 (pelvis) 때문에 넙다리뼈가 살짝 안쪽으로 향해있는 것과 균형을 맞추기 위함이다.

### 구조
전체적인 모양은 삼각기둥으로, 위쪽이 더 크며, 아래쪽 1/3에서 살짝 좁아졌다가 발목 관절 (ankle joint)에서 조금 커진다.
종아리뼈와는 위와 아래에서 정강종아리관절 (tibiofibular joint)을 이루고 있는데, 위쪽은 정강뼈의 가쪽관절융기 (lateral condyle) 종아리뼈의 머리 사이의 활주 관절 (arthrodial joint)이며, 아래쪽은 종아리뼈 아래쪽 끝의 거칠고 볼록한 내측 면과, 정강뼈의 거칠고 오목한 외측 면 사이에 이뤄진 정강종아리인대결합 (tibiofibular syndesmosis)이다. 또 정강뼈와 종아리뼈는 뼈사이막 (interosseous membrane)에 의해 인대결합 (syndesmosis)이란 형태의 관절을 이루고 있다.

### 혈액 공급
정강뼈는 두 동맥 (artery)에서 혈액을 공급받는다:
1. 영양동맥 (nutrient artery) - 주 공급원
2. 앞정강동맥 (anterior tibial artery)에서 분지한 뼈막혈관 (periosteal vessels)

### 힘
정강뼈는 걷기 (walking) 중에 체중의 4.7배의 축방향력 (axial force)을 견디도록 설계가 되어있다. 일어서기의 후반에 시상면에서 걸리는 굴곡 모멘텀 (bending momentum)은 1mm 당 체중의 71.6배나 된다.

## 다른 동물에서
4족보행동물의 정강뼈는 기본적으로 인간의 것과 유사하다. 무릎뼈인대 (patellar ligament)가 붙는 정강뼈의 거친면 (tuberosity)은 포유류를 제외한 다른 동물에서는 넙다리네갈래근 (quadriceps femoris)이 직접 붙는다. 이것은 이들이 무릎뼈 (patella)가 없기 때문이다.

## 추가 그림

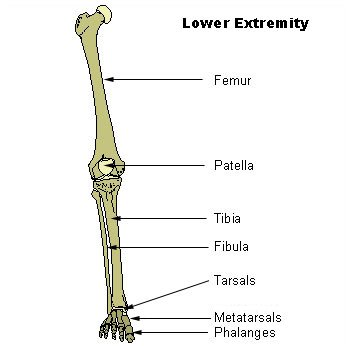
하지
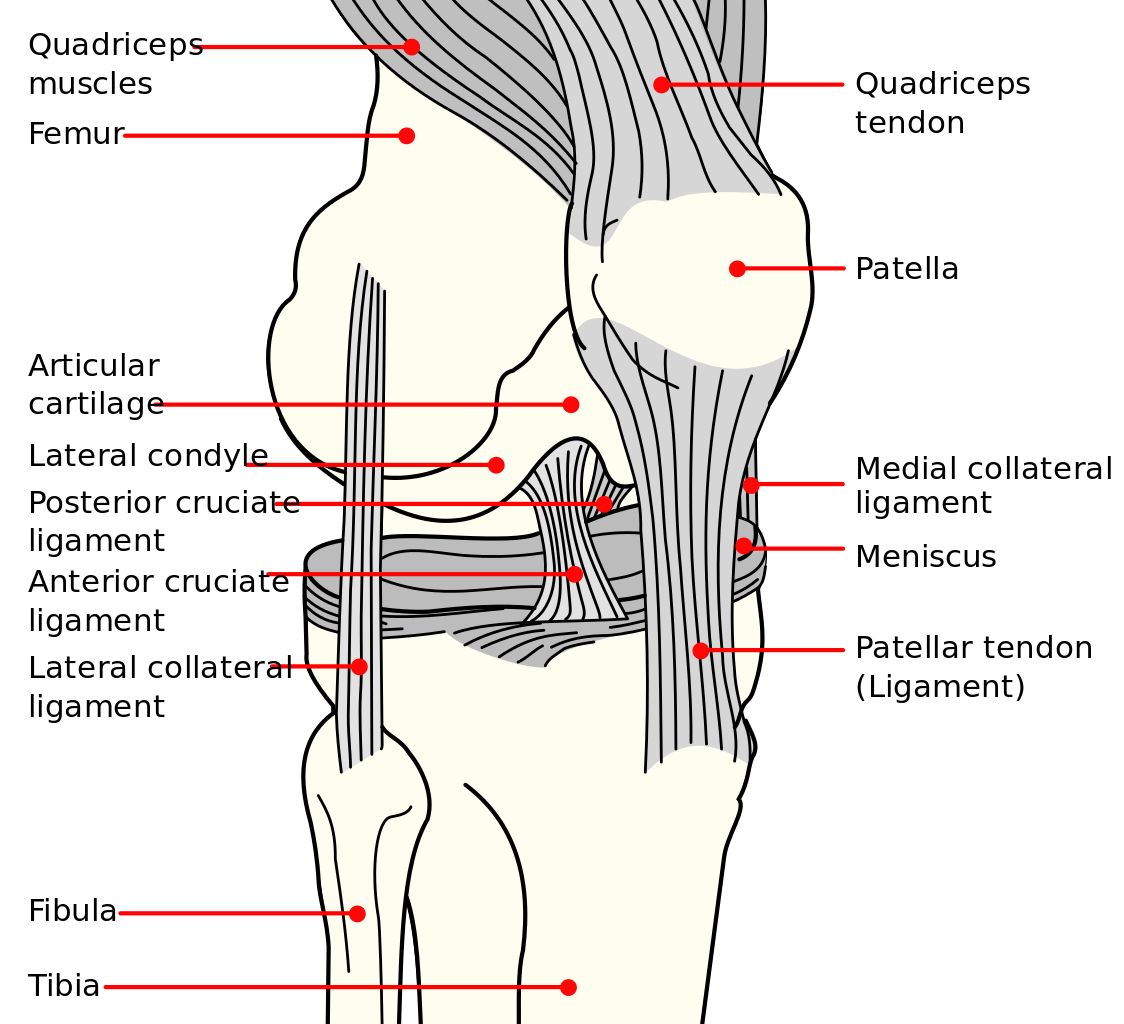
무릎의 모습
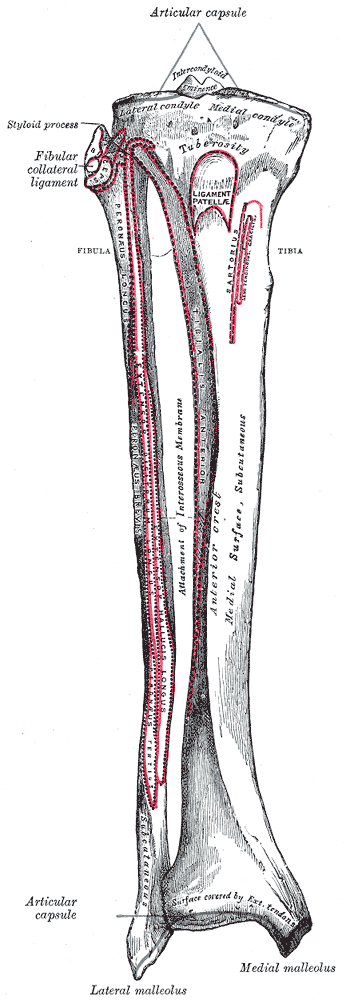
오른쪽 아래다리의 뼈들, 앞쪽
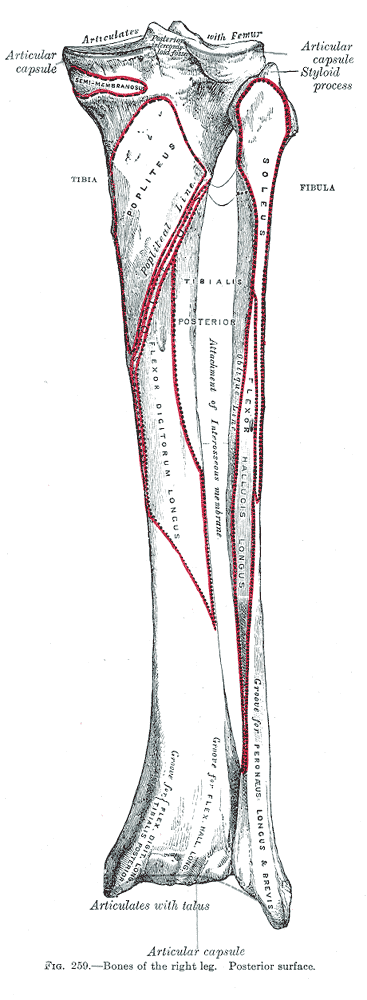
오른쪽 아래다리의 뼈들, 뒤쪽
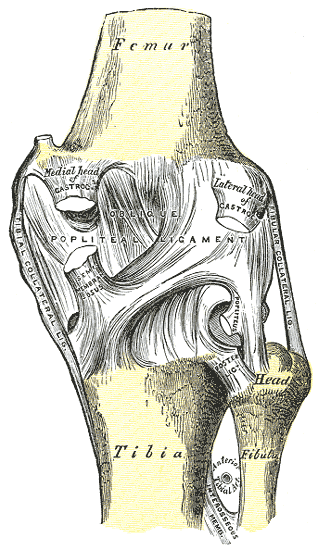
오른쪽 무릎관절, 뒤쪽
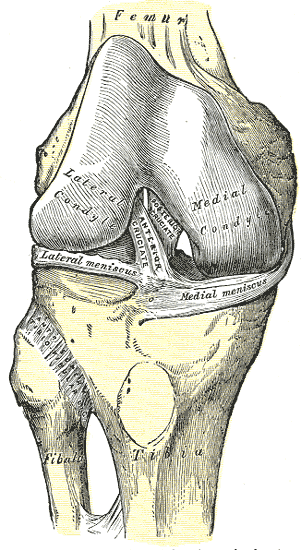
오른쪽 무릎관절, 앞쪽. 속 인대가 보임
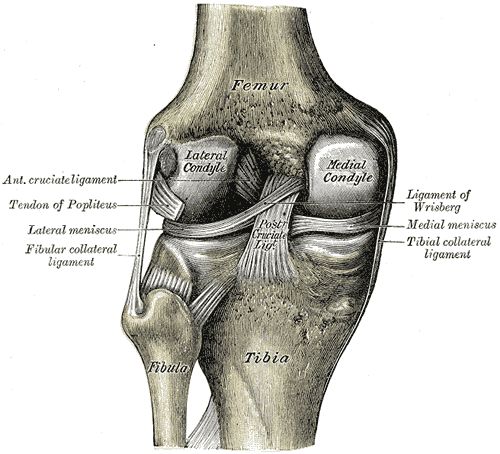
왼쪽 무릎관절, 뒤쪽. 속 인대가 보임
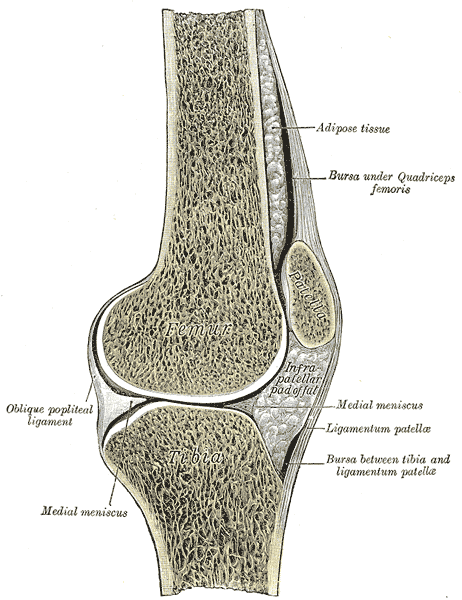
오른쪽 무릎관절 시상면
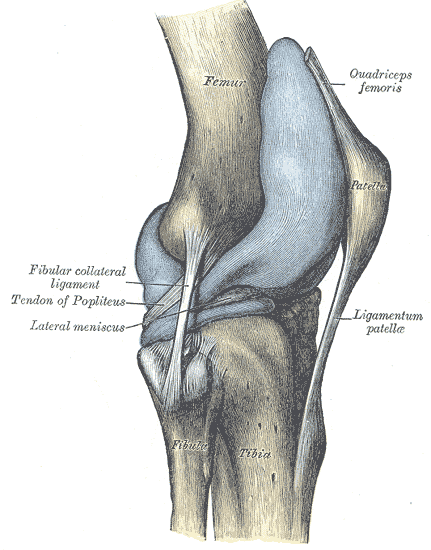
오른쪽 무릎관절낭 (확장시킴), 외측
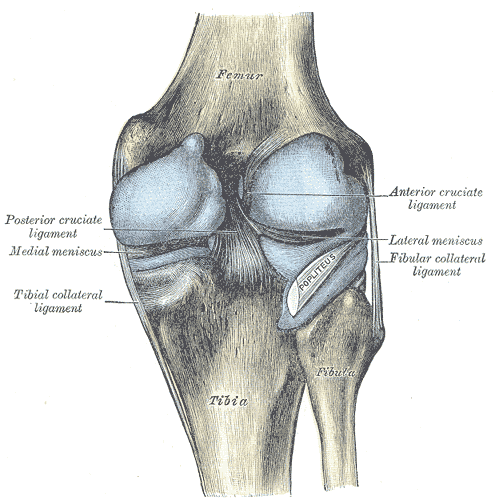
오른쪽 무릎관절낭 (확장시킴), 뒤쪽
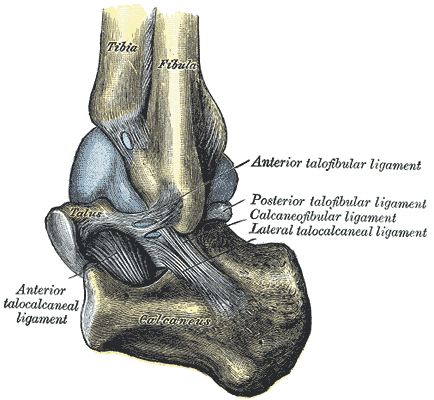
왼쪽 관절낭 (확장시킴), 외측
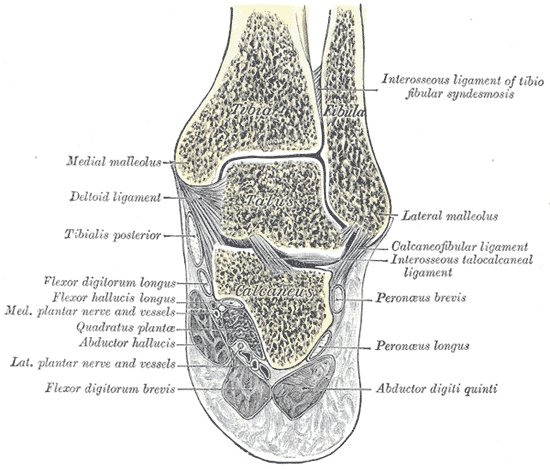
오른쪽 발목관절과 목말발꿈치관절 (talocalcaneal joint)의 관상면 (coronal section)
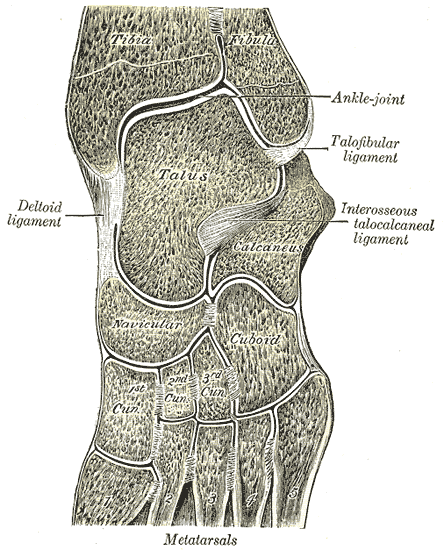
왼쪽 발목뼈사이관절 (intertarsal joint)과 발목발허리관절 (tarsometatarsal joint)의 비스듬면 (oblique section), 관절낭이 보임
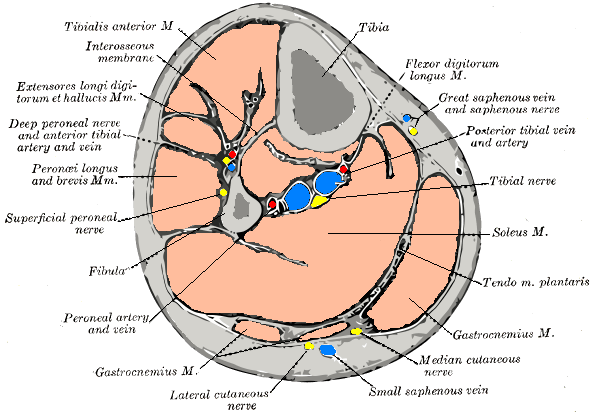
아래다리 중앙 단면

## 같이 보기
- 넙다리뼈
- 종아리뼈
- 발목뼈
- 목말뼈